# Pitzeichen
Pitzeichen (früher auch Pitzaichen) ist eine Ortschaft in der Marktgemeinde Martinsberg im Bezirk Zwettl in Niederösterreich.

## Geografie
Der Ort liegt nordöstlich von Martinsberg und wird von der Zwettler Straße tangiert. Beim Ort mündet die aus Kirchschlag kommende Landesstraße L 7191 in die Zwettler Straße ein. Zum Ortsgebiet, das der Katastralgemeinde Martinsberg zugeordnet ist, zählen auch noch der Weiler Größenbach sowie die Rotte Hundsbach.
Am 1. April 2020 umfasste die Ortschaft 18 Adressen.

## Geschichte
Der Ort wurde spätestens 1299 zum ersten Mal schriftlich erwähnt. Im Eintrag der Josephinischen Fassion aus Jahre 1786/87 gab es im heutigen Ort 8 Häuser, welche die Hausnummern Pitzeichen 1 bis 8 hatten.
Im Jahr 1822 wurde der Ort als Dorf mit insgesamt sechzehn Häusern genannt, das nach Martinsberg eingepfarrt war, wohin auch die Kinder eingeschult wurden. Die Herrschaft Gutenbrunn besaß die Ortsobrigkeit, die Herrschaft Pöggstall übte die Landgerichtsbarkeit aus, die Herrschaft Gutenbrunn besorgte die Konskription und hatte zusammen mit der Herrschaft Pöggstall die Grundherrschaft inne.
In Folge der Theresianischen Reformen wurde der Ort dem Kreis Ober-Manhartsberg unterstellt. Der Franziszeische Kataster von 1823 zeigt Pitzeichen als Ortslage in Roggenreith. Nach dem Umbruch 1848 war der Ort bis 1867 dem Amtsbezirk Ottenschlag und danach dem Bezirk Pöggstall zugeteilt.
Nach der Entstehung der Ortsgemeinden 1849 wurde der Ort ein Teil der Katastralgemeinde Roggenreith als Teil der neugegründeten Ortsgemeinde Kirchschlag, spätestens 1888 wurde der Ort dann ein Teil der Gemeinde Martinsberg.
Laut Adressbuch von Österreich waren im Jahr 1938 im Dorf Pitzeichen einige Landwirte ansässig.